# Wim De Coninck
Wim De Coninck (Deinze, 23 giugno 1959) è un allenatore di calcio ed ex calciatore belga, di ruolo portiere.

## Palmarès

### Giocatore

#### Competizioni nazionali
- Campionato belga: 1

Anderlecht: 1999-2000